# Hadrianus Amerotius
Hadrianus Amerotius, latinisering van Adrien Amerot; ook mogelijk Adrien Guennevelle, Amaury/Amoury, (nabij Soissons, ca. 1495 - Leuven, 14 januari 1560) was een Frans-Vlaamse professor Grieks en filosofie, privéleraar, hellenist, filoloog, rechtsgeleerde en priester. Hij is voornamelijk bekend als de tweede professor Grieks aan het Collegium Trilingue te Leuven van 1545 tot 1560. 

## Leven

### Geboorte en opleiding in deArtes
Amerotius was de zoon van Jacques Guennevelle, een Vlaamse boer, en de Picardische Ysabeau Docosse. De jongen van arme komaf studeerde in Parijs van 1512 tot 1513 en volgde de colleges Grieks van de humanist Girolamo Aleandro. Een van zijn medestudenten was Rutger Rescius, die later in 1518 de eerste professor Grieks aan het Collegium Trilingue zou worden. Hij schreef zich in november 1513 in aan de universiteit in Leuven. Hij studeerde als magister artium af in 1516 als de primus van zijn jaar. Tijdens en na zijn opleiding in Leuven, van ca.1514 tot ca.1522, onderwees hij Grieks in de pedagogie De Lelie, dezelfde pedagogie waar Erasmus verbleef. In die periode behaalde hij ook zijn licentiaat canoniek en civiel recht.

### Vroege carrière en privéonderwijs
Op 15 oktober 1520 werd bij de Leuvense drukker Dirk Martens zijn Compendium Graecae grammatices, een inleidende Griekse grammatica, uitgegeven. Daarnaast begon hij privéles te geven aan de kinderen en neven van Nicolas Perrenot de Granvelle, keizerlijk secretaris onder Karel V. Gedurende ongeveer 30 jaar bleef hij verbonden met de familie Perrenot. In 1522 werd hij tot priester gewijd en doceerde hij vanaf juni filosofie, waaronder Aristoteles’ Physica, aan de universiteit van Leuven. Hij verliet Leuven toen hij samen met Joachim Sterck van Ringelbergh naar Parijs en Orléans reisde (1529-1530). In Parijs liet hij bij Gerard Morrhe een handboek over de Griekse dialecten uitgeven, namelijk De dialectis diversis, een extract van zijn Compendium. Later (1532-1533) richtte Amerotius een kosthuis in en werd hij even de advocaat van de familie Brederode. Opnieuw verliet hij Leuven in 1536 voor een verblijf van een jaar in Dole, Bourgondië, waar hij het gezelschap had van Jérôme Perrenot de Granvelle en Johannes Mauricius. Twee jaar voor zijn benoeming tot professor doceerde Amerotius van 1543 tot 1545 Grieks aan de pedagogie De Burcht. In deze periode kwam hij in conflict met Jan Heems van Armentières, de regent van De Lelie, en belandde met hem in een rechtszaak (1543) over klerikale privileges.  

### Professor aan het Collegium Trilingue, dood en testament
In oktober 1545 volgde Amerotius de gestorven Rutger Rescius op als professor Grieks van het Collegium Trilingue. Intussen bleef hij de kinderen van de familie Perrenot privéles geven. Hij stierf op 14 januari 1560. Voor zijn dood liet hij op 1 december 1559 een testament opstellen. Het testament omvatte de stichting van een theologisch college, studiebeurzen voor theologiestudenten en sponsoring van het College van Gent. Door de weerstand van zijn familieleden en door economische problemen werd zijn testament, uitgezonderd de studiebeurzen, niet uitgevoerd.

## Amerotius en het Grieks

### HetCompendium Graecae grammatices
Amerotius’ carrière als docent in het Grieks begon in de pedagogie De Lelie, waar hij al privélessen gaf aan zijn medestudenten in 1514. Deze lessen waren een dusdanig succes dat de jonge Hadrianus in 1520 bij Dirk Martens een handboek over de Griekse grammatica liet uitgeven met als titel Compendium Graecae grammatices, perspicua brevitate complectens, quicquid est octo partium orationis. Daarvoor was er in Leuven al een Griekse grammatica in het Latijn uitgegeven, namelijk de vertaling van de grammatica van de Byzantijnse migrant Theodorus Gaza door Desiderius Erasmus. Deze grammatica’s in het Latijn hadden een niet te onderschatten belang. De grammatica van Theodorus Gaza was oorspronkelijk immers geschreven in het Grieks en was dus niet erg toegankelijk voor nieuwe studenten die de Griekse taal machtig wilden worden.
Het Compendium vormde een inleiding op de Griekse grammatica en was bedoeld voor studenten. Het heeft een klassieke opbouw: eerst werd ingegaan op het alfabet en daarna volgde de behandeling van de acht rededelen waarbij het werkwoord en het naamwoord bijzondere aandacht kregen. Het handboek kreeg bovendien ondersteuning van tabellen en schema’s, wat dan weer voor de studenten een handig mnemotechnisch hulpmiddel was. Voor de morfologie zette Amerotius de regulae of regels uiteen en erna gaf hij telkens de uitzonderingen.
Het Compendium mag dan wel slechts eenmaal uitgegeven zijn, toch heeft het een grote impact gehad. Het handboek zelf circuleerde niet alleen decennialang na uitgave in de Lage landen, maar ook bepaalde hoofdstukken werden heel populair. Het hoofdstuk over het Griekse getallensysteem werd als De notis arithmeticis meerdere keren herdrukt als een bijlage bij Griekse woordenboeken. Nog populairder was het hoofdstuk over de Griekse dialecten, de De dialectis diversis. Het werd een eerste keer apart uitgegeven in 1530 in Parijs. In 1532 en 1551 volgden twee unieke aangepaste versies, de eerste in Parijs en de tweede in Leuven. In totaal heeft het traktaat minstens 48 drukken gekend tussen 1530 en 1732. Daarenboven heeft het Compendium vermoedelijk de destijds heel beroemde grammatica van Nicolaus Clenardus, de Institutiones in linguam Graecam, voor een deel beïnvloed. Ook de Spaanse humanist Juan Luis Vives, die een groot deel van zijn leven in de Zuidelijke Nederlanden heeft doorgebracht, bewonderde het werk.

### Amerotius als docent
Erasmus prees al in 1521 het talent van Amerotius als leraar Grieks. Uit de correspondentie met Nicolaus Olahus vinden we de didactische methode terug die Amerotius vermoedelijk hanteerde in zijn lessen. In een brief vraagt Olahus namelijk om uitleg over een passage uit de Parasitus, een dialoog van Lucianus. Amerotius geeft daarop een letterlijke vertaling, een parafrase en een inhoudelijke uitleg. Welke teksten Amerotius in zijn lessen las, is ons minder bekend. Een indicatie geeft evenwel zijn inaugurale rede voor zijn benoeming tot professor Grieks in het Collegium Trilingue in 1545. Evenals Rescius schonk Amerotius ook aandacht aan latere, minder bekende auteurs, zoals bijvoorbeeld Libanius, naast populaire auteurs van die tijd, zoals Lucianus. Onder zijn leerlingen mocht hij rekenen: de telgen van familie Perrenot de Granvelle, de theoloog Guilelmus Lindanus, de humanist Suffridus Petrus, de botanicus Carolus Clusius en de Spaanse filoloog Sebastián Fox Morcillo. Verder gaf Amerotius extracurriculaire lessen ‘Vlaams’. Dat weten we uit een brief die hij geschreven heeft aan Antoine Perrenot de Granvelle.